# Nymphenburger Kanal

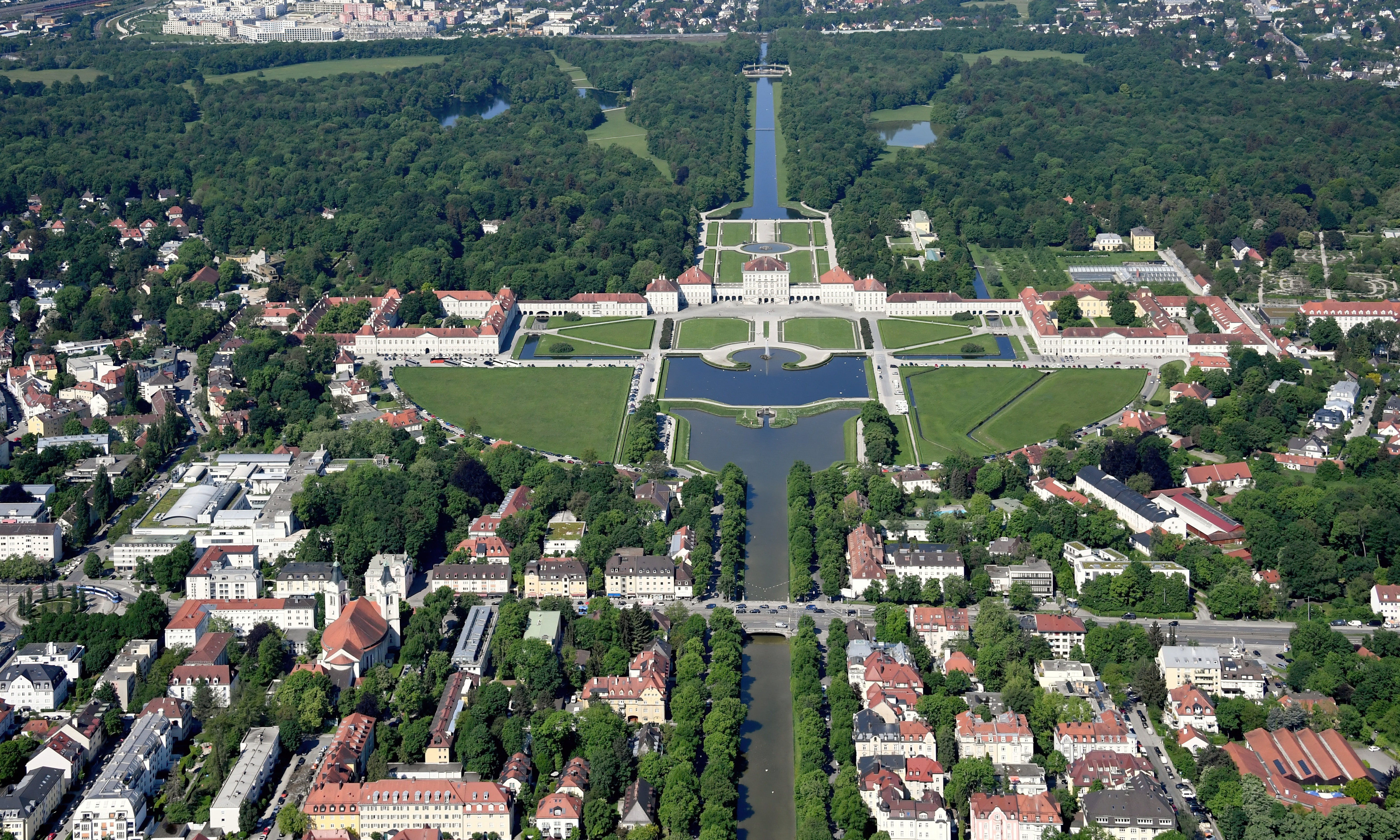
Luftbild des Schlosses Nymphenburg mit dem Nymphenburger Kanal (hinter dem Schloss) und dem Schlosskanal (vor dem Schloss)

Eisstockschießen am Nymphenburger Schlosskanal

Der Nymphenburger Kanal in München versorgt als Teil des Nordmünchner Kanalsystems in seinem westlichen, auch Pasinger Kanal oder Pasing-Nymphenburger Kanal genannten Abschnitt den Schlosspark Nymphenburg mit Wasser aus der Würm. Sein östlicher, auch Schlosskanal genannter Teil dient repräsentativen Zwecken.

## Verlauf

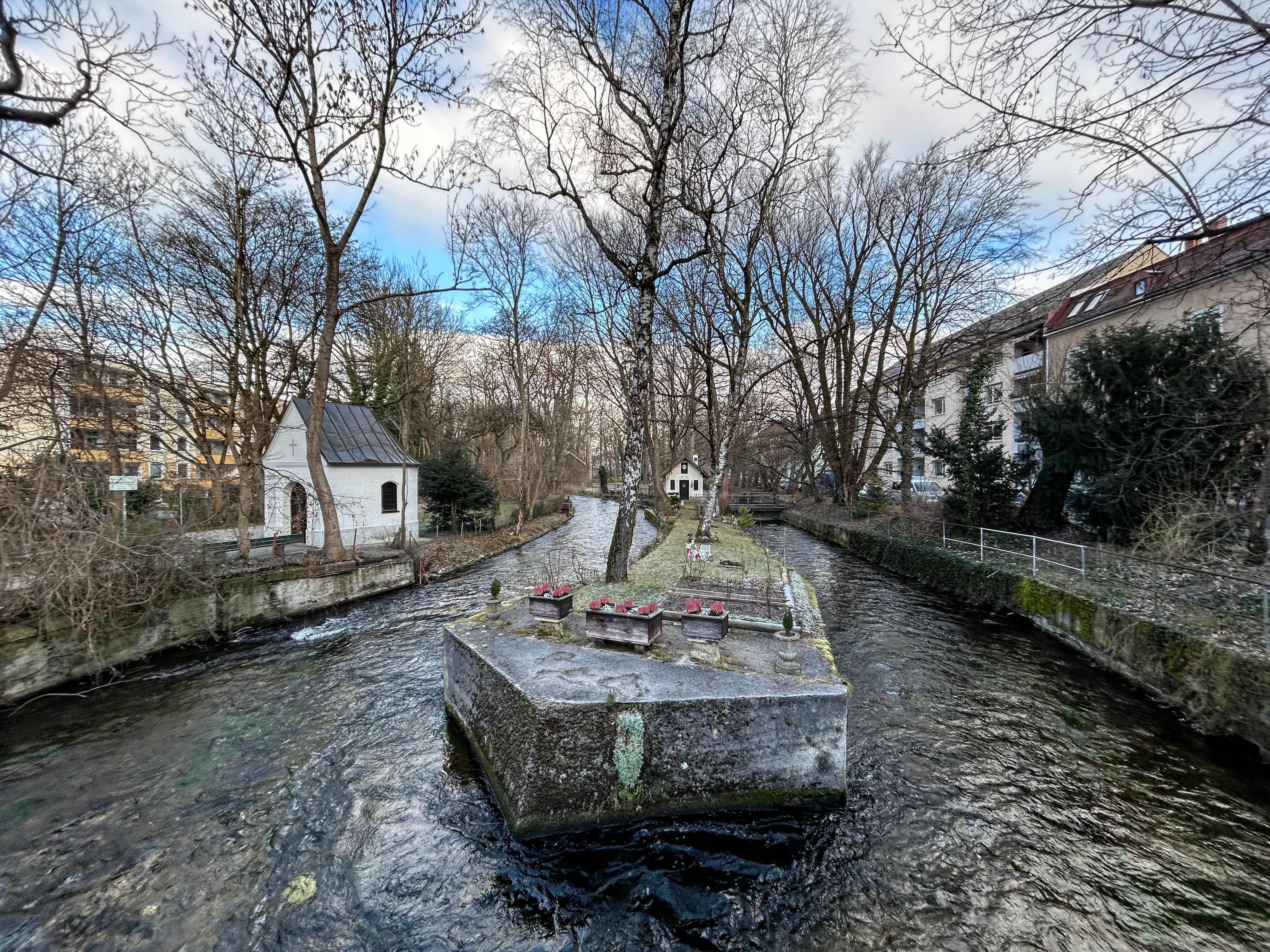
Entstehungsort des Pasing-Nymphenburg-Kanals (rechts) als Ableitung aus der Würm (links) in Pasing

Der Nymphenburger Kanal beginnt unter dem Namen Pasing-Nymphenburger Kanal als Abzweig der Würm im Stadtteil Pasing. Die Menge des der Würm entnommenen Wassers kann hier durch ein Wehr reguliert werden. Zunächst verläuft der Kanal eine kurze Strecke in nordnordöstlicher Richtung parallel zum Fluss. Nach einigen hundert Metern sind beide Gewässer durch einen Eisablasskanal noch einmal miteinander verbunden. Bei Pipping knickt der Kanal ab und führt an Obermenzing vorbei in östlicher Richtung schnurgerade direkt auf Schloss Nymphenburg zu. Er bildete hier ursprünglich die Sichtachse zwischen der Terrasse des Schlosses und der Kirche St. Wolfgang in Pipping, die aber zugewachsen und verbaut ist. Vom Abzweig aus der Würm bis zum Eingangsgitter in den Schlosspark ist der Kanal rund 2,8 km lang und hat auf dieser Strecke ein Gefälle von vier Metern. Die Würm verliert durch den Abfluss etwa ein Drittel ihres Wassers (ca. 2 m³/s).
Nach seinem Eintritt in den Schlosspark speist der Kanal die an dessen Westende gelegene Kaskade wie auch das gesamte Wassersystem des Parks einschließlich des Großen (Badenburger) und Kleinen (Pagodenburger) Sees (48° 9′ 25″ N, 11° 27′ 48″ O). Dazu gehören neben dem Mittelkanal in der westlichen Sichtachse des Schlosses der Südliche Kanal, der den Badenburger See und das "Dörfchen" durchfließt, und der vom Pagodenburger See nach Norden durch den Kugelweiher abfließende Hartmannshofer Bach, der sich außerhalb des Schlossparks durch den Hartmannshofer Park fortsetzt. Durch das Wasser des Kanals werden auch die Pumpwerke des Schlosses Nymphenburg angetrieben, die das Wasser für die Springbrunnen im Schlosspark unter Druck setzen.

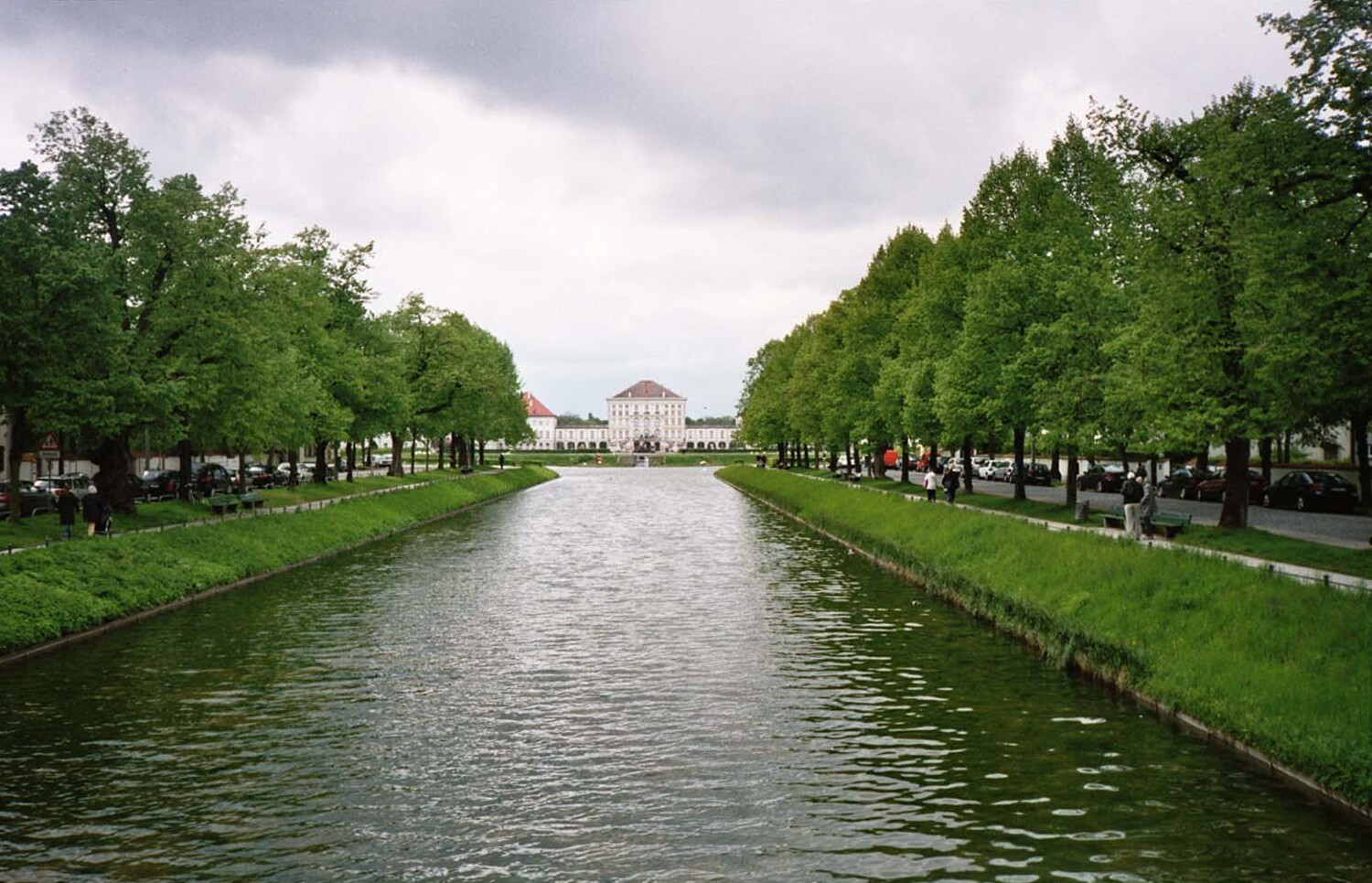
Blick von der Ludwig-Ferdinand-Brücke auf das Nymphenburger Schloss

Der Kanal setzt seinen geraden Lauf durch den Schlosspark fort, teilt sich vor dem Großen Parterre aber in zwei Arme, die die beiden Seitentrakte des Schlosses unterfließen, um sich vor dem Schloss zu einem Teich mit Fontäne wieder zu vereinen. Jeder der beiden Arme ist etwa 750 m lang.
Von dort verläuft der Kanal als in den Jahren 1728 bis 1730 gegrabener, 25 m breiter Stichkanal unter dem Namen Schlosskanal in Fortsetzung seiner ursprünglichen Achse ebenfalls schnurgerade in Richtung Neuhausen, wo er nach rund 1,5 km im Bassin beim Hubertusbrunnen endet (48° 9′ 31″ N, 11° 31′ 43″ O). Über einen Schluckbrunnen erfolgt hier der Abfluss ins Grundwasser. Im Südosten schließt sich der Grünwaldpark an.
Vor dem Schloss zweigt neben dem Becken mit der Fontäne der Nymphenburg-Biedersteiner Kanal in ostnordöstlicher Richtung schräg von dem Nymphenburger Kanal ab, verläuft in Richtung Olympiapark und endet nach insgesamt rund 8 km im Schwabinger Bach im Englischen Garten.

## Geschichte
Der Pasing-Nymphenburger Kanal wurde 1701–1703 von Kurfürst Max Emanuel im Zusammenhang mit der Erweiterung von Schloss Nymphenburg angelegt, um Schloss und Park mit Wasser zu versorgen. Hierfür wurden Bauern der Dörfer Obermenzing und Pipping zur entschädigungslosen Abtretung von Grund und Boden gezwungen. Zur Ableitung des Wassers wurde unmittelbar im Anschluss daran in den Jahren 1702/04 der Nymphenburg-Biedersteiner Kanal gebaut. Der Kanal östlich des Schlosses, der von den beiden Auffahrtsalleen begleitet wird, wurde erst von Kurfürst Karl Albrecht in den Jahren 1728–30 erbaut. Sein ehrgeiziges Projekt, auch eine Karlstadt um den Kanal entstehen zu lassen, scheiterte aber. Wegen des Wachstums der Stadt und der damit verbundenen Zunahme des Verkehrs musste 1892 die ursprünglich in der Sichtachse des Schlosskanals nicht vorgesehene Ludwig-Ferdinand-Brücke gebaut werden, 1897 folgte die Gerner Brücke.

## Heutige Situation
Der Nymphenburger Kanal gehört zu den markantesten Sichtachsen Münchens. Die Gegend beiderseits des von den Auffahrtsalleen flankierten östlichen Kanalabschnitts zählt heute zu den gehobenen Wohnlagen der Stadt. Im Winter wird der zugefrorene Nymphenburger Kanal häufig zum Eisstockschießen genützt. In den 1990er-Jahren geriet das ökologische Gleichgewicht des Kanals unter Druck, was sich unter anderem in einer erheblichen Ausbreitung von Algen und übermäßigem Fischbestand äußerte.

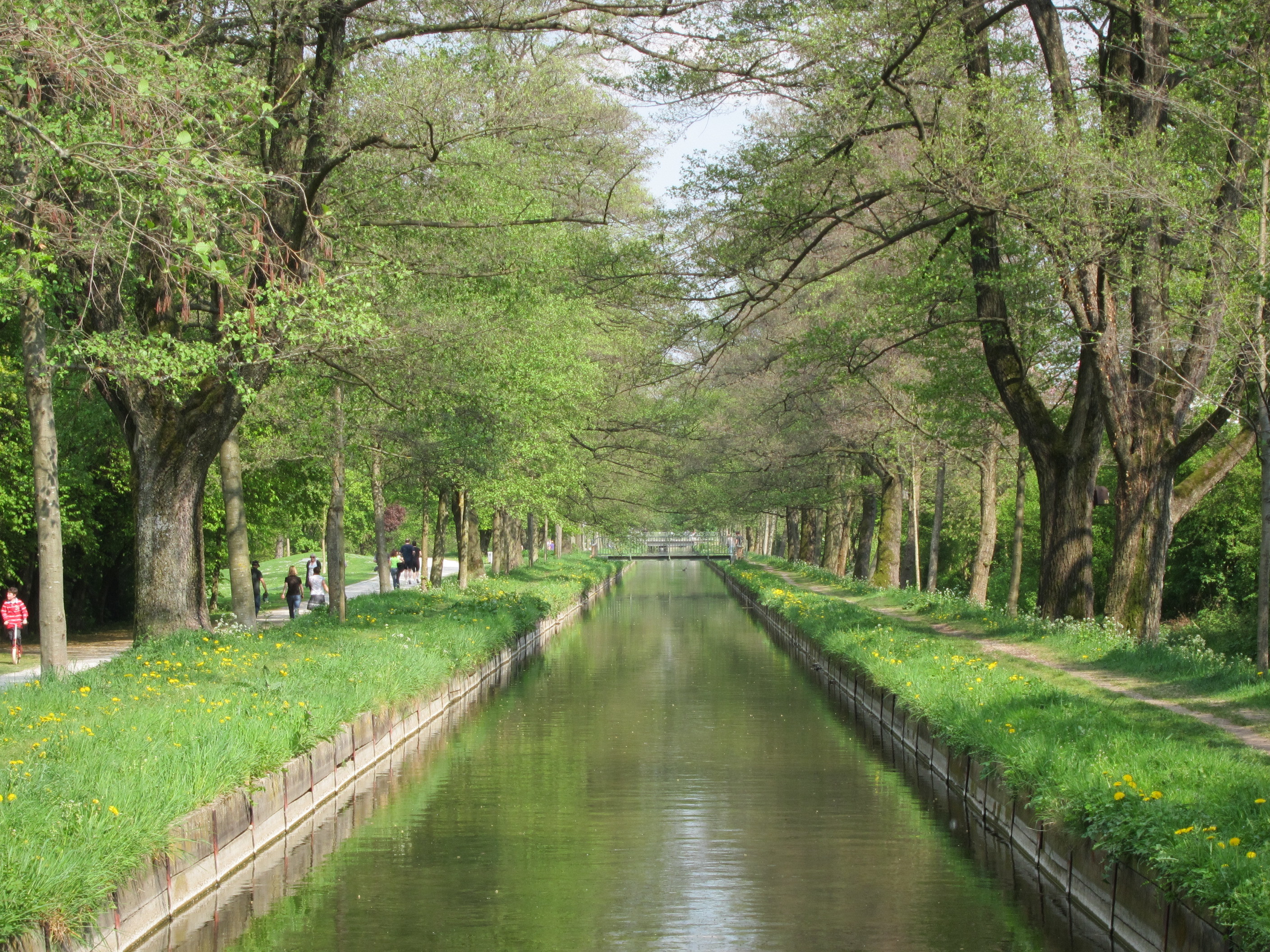
Pasing-Nymphenburger Kanal
Übersicht der Arme des Nymphenburger Kanals (blau) im Bereich des Schlossparks
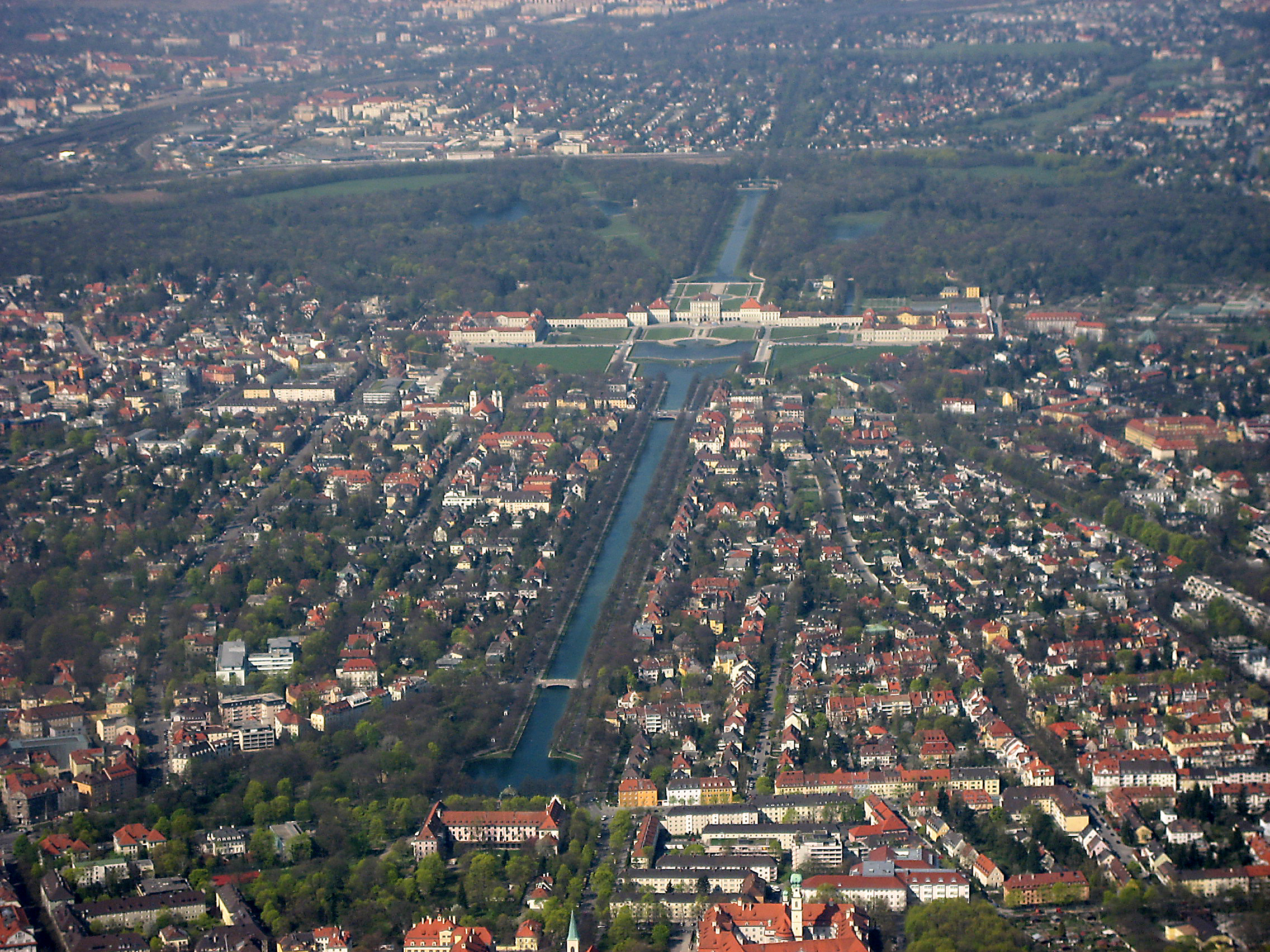
Luftbild
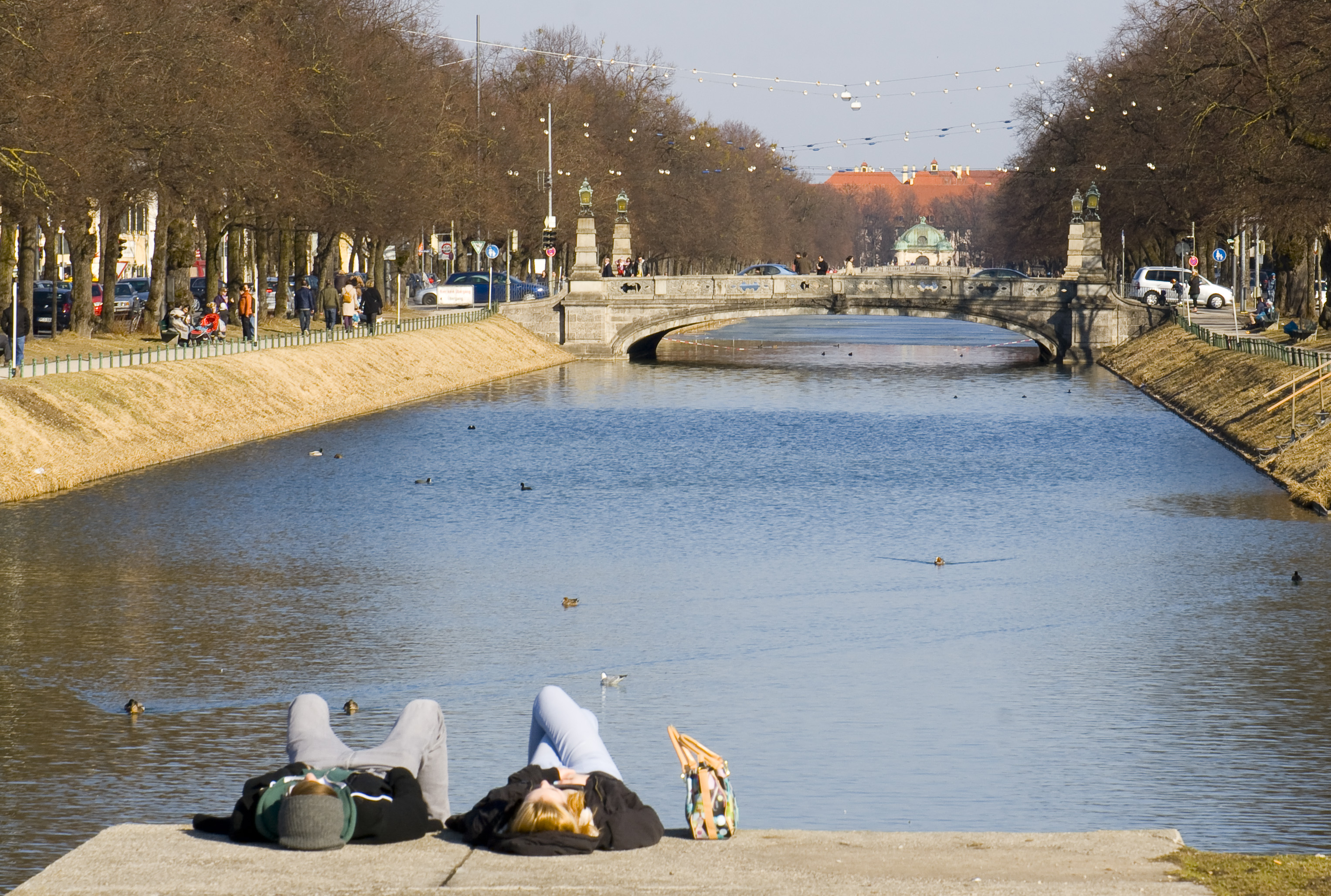
Ludwig-Ferdinand-Brücke und Hubertusbrunnen im Hintergrund